# 卡斯滕·布兰纳施
卡斯滕·布兰纳施（德語：Karsten Brannasch，1966年8月17日—），德国前男子雪车运动员。他曾代表德国参加1994年冬季奥林匹克运动会雪车比赛，联同哈拉尔德·楚达伊、奥拉夫·汉佩尔和亚历山大·塞利希获得男子四人金牌。